# Gare d'Aiseau
La gare d'Aiseau est une gare ferroviaire belge de la ligne 130, de Namur à Charleroi, située sur le territoire de la commune d'Aiseau-Presles dans la province de Hainaut en Région wallonne.
Elle est mise en service d'abord uniquement pour les marchandises et en 1883 pour les voyageurs, par l'administration des chemins de fer de l'État belge. 
C'est une halte voyageurs de la Société nationale des chemins de fer belges (SNCB) desservie par des trains du réseau suburbain de Charleroi (trains S).

## Situation ferroviaire
Établie à 99 mètres d'altitude, la gare d'Aiseau est située au point kilométrique (PK) 23,800 de la ligne 130, de Namur à Charleroi, entre les gares ouvertes de Tamines et de Farciennes.

## Histoire
La ligne de Charleroi-Sud à Namur est mise en service, le 23 octobre 1843 par l'administration des chemins de fer de l'État belge. Il n'y a alors pas de gare à Aiseau mais la Manufacture de glaces et Fabrique de soude Sainte-Marie d’Oignies située à l'Abbaye d'Oignies, créera dès les années 1840 un raccordement avec le chemin de fer au niveau d'Aiseau, desservant également le charbonnage de Champ-Froment. Une gare, réservée aux marchandises, appelée gare privée d'Oignies, se trouvait donc à cet endroit, administrée depuis Tamines. 
Elle est ouverte au service des voyageurs le 1er janvier 1883 et rebaptisée Aiseau à cette occasion. En 1898-1899, l’État belge y érige un bâtiment décoré de briques rouges et jaunes et de pierre de taille dû à l'architecte Émile Robert, pour un montant de 77 548 francs comprenant le bâtiment et le pavillon des WC. Copie inversée de la gare de Franière, il a depuis été désaffecté et démoli.
Sur le quai se trouve un monument à la mémoire du conducteur Antonio Mastronardi mort ici le 18 avril 2000 quand son train dérailla et heurta un second train de voyageurs après que des blocs de béton aient intentionnellement été déposé sur un aiguillage.

## Service des voyageurs

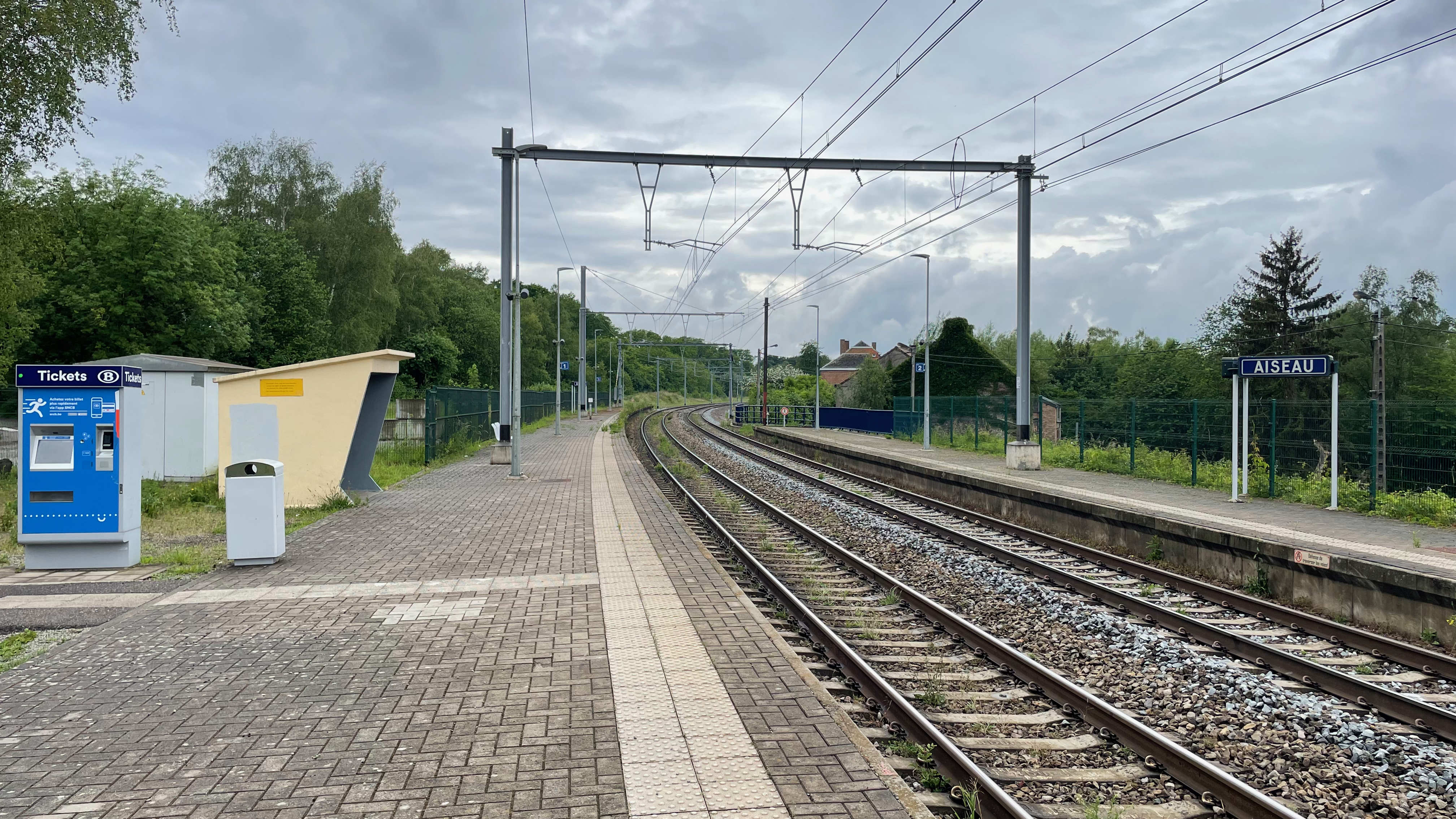
Quais de la halte en 2022.

### Accueil
Halte SNCB, c'est un point d'arrêt non géré (PANG) à accès libre. Elle est équipée d'un automate pour l'achat de titres de transport.

### Desserte
Aiseau est desservie par des trains suburbains (S) de la SNCB de la ligne S61 du RER de Charleroi, qui effectuent des missions sur la ligne commerciale 130 Charleroi - Namur.
En semaine, la desserte comprend deux trains par heure : des trains S61 entre Jambes, Namur, Ottignies et Wavre via Charleroi et des trains S61 limités au trajet Jambes - Charleroi-Central.
Les week-ends et jours fériés, Aiseau est desservie toutes les deux heures dans chaque sens par des trains S61 Namur - Ottignies.

### Intermodalité
Le stationnement des véhicules est possible à proximité.

## Comptage voyageurs
Le graphique et le tableau montrent le nombre de passagers qui en moyenne embarquent durant la semaine, le samedi et le dimanche.
| Nombre de voyageurs qui embarquent à la gare d'Aiseau | Nombre de voyageurs qui embarquent à la gare d'Aiseau | Nombre de voyageurs qui embarquent à la gare d'Aiseau | Nombre de voyageurs qui embarquent à la gare d'Aiseau |
|                                                       | Semaine                                               | Samedi                                                | Dimanche                                              |
| ----------------------------------------------------- | ----------------------------------------------------- | ----------------------------------------------------- | ----------------------------------------------------- |
| 1977                                                  | 260                                                   | 63                                                    | 54                                                    |
| 1978                                                  | 344                                                   | 102                                                   | 57                                                    |
| 1979                                                  | 292                                                   | 101                                                   | 64                                                    |
| 1980                                                  | 245                                                   | 77                                                    | 58                                                    |
| 1981                                                  | 237                                                   | 76                                                    | 43                                                    |
| 1982                                                  | 246                                                   | 55                                                    | 62                                                    |
| 1983                                                  | 249                                                   | 44                                                    | 27                                                    |
| 1984                                                  | 146                                                   | 24                                                    | 25                                                    |
| 1985                                                  | 124                                                   | 42                                                    | 16                                                    |
| 1986                                                  | 150                                                   | 41                                                    | 34                                                    |
| 1987                                                  | 125                                                   | 31                                                    | 12                                                    |
| 1988                                                  | 115                                                   | 22                                                    | 24                                                    |
| 1989                                                  | 153                                                   | 36                                                    | 24                                                    |
| 1990                                                  | 162                                                   | 30                                                    | 37                                                    |
| 1991                                                  | 80                                                    | 32                                                    | 27                                                    |
| 1992                                                  | 96                                                    | 38                                                    | 36                                                    |
| 1993                                                  | 85                                                    | 21                                                    | 21                                                    |
| 1994                                                  | 119                                                   | 32                                                    | 31                                                    |
| 1995                                                  | 80                                                    | 29                                                    | 13                                                    |
| 1996                                                  | 57                                                    | 11                                                    | 3                                                     |
| 1997                                                  | 99                                                    | 30                                                    | 23                                                    |
| 1998                                                  | 96                                                    | 28                                                    | 22                                                    |
| 1999                                                  | 60                                                    | 14                                                    | 5                                                     |
| 2000                                                  | 78                                                    | 18                                                    | 8                                                     |
| 2001                                                  | 43                                                    | 8                                                     | 6                                                     |
| 2002                                                  | 49                                                    | 20                                                    | 10                                                    |
| 2003                                                  | 39                                                    | 12                                                    | 4                                                     |
| 2004                                                  | 34                                                    | 6                                                     | 6                                                     |
| 2005                                                  | 38                                                    | 10                                                    | 6                                                     |
| 2006                                                  | 42                                                    | 12                                                    | 5                                                     |
| 2007                                                  | 46                                                    | 4                                                     | 3                                                     |
| 2008                                                  | -                                                     | -                                                     | -                                                     |
| 2009                                                  | 56                                                    | 7                                                     | 8                                                     |
| 2010                                                  | -                                                     | -                                                     | -                                                     |
| 2011                                                  | -                                                     | -                                                     | -                                                     |
| 2012                                                  | 52                                                    | 5                                                     | 16                                                    |
| 2013                                                  | 47                                                    | 11                                                    | 12                                                    |
| 2014                                                  | 48                                                    | 11                                                    | 9                                                     |
| 2015                                                  | 64                                                    | 24                                                    | 14                                                    |
| 2016                                                  | 57                                                    | 17                                                    | 20                                                    |
| 2017                                                  | 76                                                    | 30                                                    | 16                                                    |
| 2018                                                  | 81                                                    | 29                                                    | 24                                                    |
| 2019                                                  | 100                                                   | 15                                                    | 17                                                    |
| 2020                                                  | 65                                                    | 54                                                    | 41                                                    |
| 2021                                                  | -                                                     | -                                                     | -                                                     |
| 2022                                                  | 95                                                    | 44                                                    | 38                                                    |
| 2023                                                  | 157                                                   | 31                                                    | 41                                                    |
| 2024                                                  | 147                                                   | 71                                                    | 73                                                    |